# Club Marino de Luanco
Club Marino de Luanco is een Spaanse voetbalclub. Thuisstadion is het Miramar in Luanco in de autonome regio Asturië. Het team speelde sinds 2011/12 na twee jaren afwezigheid weer in de Segunda División B.  Na het opsplitsen van deze reeks, speelt de ploeg in de  Segunda División RFEF Grupo I.

## Historie
Marino speelt in de jaren 50 en 60 enkele malen professioneel voetbal maar is pas een vaste gast sinds 1985. Het duurt dan tot 1996 dat de club voor de eerste keer promoveert naar de Segunda División B. In de jaren daarna degradeert het nog twee keer naar de Tercera División. In het seizoen 2001/02 behaalde het de hoogste klassering tot nu toe in de Segunda División B, namelijk een 5e plaats. In totaal speelt de club veertien jaar in de Segunda División B. 30 jaar bracht Marino door in de Tercera División.

## Gewonnen prijzen
- Tercera División: 1998/99, 2000/01 en 2010/11

## Bekende spelers
- Jeffrey Hoogervorst